# ビクトル・リベラ
ビクトル・リベラ（Víctor Rivera、1976年8月30日 - ）は、プエルトリコの男子バレーボール選手。

## 所属クラブ
- MTVネフェルズ （2001-2003年）
- ヤストシェンブスキ・ヴェンギェルSSA （2004-2005年）
- エスニコス・アレクサンドルポリス （2005-2006年）
- アラゴ・ド・セット （2006-2007年）
- パリ・バレー （2007-2009年）